# Aphanoascus terreus
Aphanoascus terreus är en svampart som först beskrevs av H.S. Randhawa & R.S. Sandhu, och fick sitt nu gällande namn av Apinis 1968. Aphanoascus terreus ingår i släktet Aphanoascus och familjen Onygenaceae.   Inga underarter finns listade i Catalogue of Life.